# 2010年冬季残疾人奥林匹克运动会澳大利亚代表团
2010年冬季残疾人奥林匹克运动会澳大利亚代表团是澳大利亚派出的2010年冬季残疾人奥林匹克运动会代表团。获得1枚金牌、3枚银牌和15枚铜牌。